# Harness Tracks of America Driver of the Year
Harness Tracks of America Driver of the Year är en årlig utmärkelse inom nordamerikansk travsport instiftad 1968. Utmärkelsen baseras på olika poäng (från 25 ned till 1) för inkörda pengar, vunna lopp och Universal Driver Rating. En 25 poäng bonus delas ut till den person som hamnar i topp 25 i alla tre kategorierna.
Det är ett av de svåraste och mest prestigefyllda utmärkelserna att vinna i Nordamerikansk travsport.
Hervé Filion har fått utmärkelsen tio gånger, mer än någon annan person.
Tränarnas motsvarighet till priset heter Harness Tracks of America Trainer of the Year.

## Vinnare
- 2020: Dexter Dunn
- 2019: Dexter Dunn
- 2018: Aaron Merriman
- 2017: Yannick Gingras
- 2016: David Miller
- 2015: David Miller
- 2014: Yannick Gingras
- 2013: Dave Palone
- 2012: Tim Tetrick
- 2011: George Brennan
- 2010: George Brennan
- 2009: Jody Jamieson / Dave Palone
- 2008: Tim Tetrick
- 2007: Tim Tetrick
- 2006: Tony Morgan
- 2005: Catello Manzi
- 2004: Dave Palone
- 2003: Dave Palone
- 2002: Tony Morgan
- 2001: Stephane Bouchard
- 2000: Dave Palone
- 1999: Dave Palone
- 1998: Walter Case Jr.
- 1997: Tony Morgan
- 1996: Tony Morgan / Luc Ouellette
- 1995: Luc Ouellette
- 1994: Dave Magee
- 1993: Jack Moiseyev
- 1992: Walter Case Jr.
- 1991: Walter Case Jr.
- 1990: John Campbell
- 1989: Hervé Filion
- 1988: John Campbell
- 1987: Michel Lachance
- 1986: Michel Lachance
- 1985: Michel Lachance
- 1984: Bill O'Donnell
- 1983: John Campbell
- 1982: Bill O'Donnell
- 1981: Hervé Filion
- 1980: Ron Waples
- 1979: Ron Waples
- 1978: Carmine Abbatiello / Hervé Filion
- 1977: Donald Dancer
- 1976: Hervé Filion
- 1975: Joe O'Brien
- 1974: Hervé Filion
- 1973: Hervé Filion
- 1972: Hervé Filion
- 1971: Hervé Filion
- 1970: Hervé Filion
- 1969: Hervé Filion
- 1968: Stanley Dancer